# Barsinella asuroides
Barsinella asuroides är en fjärilsart som beskrevs av Christian Gibeaux 1983. Barsinella asuroides ingår i släktet Barsinella och familjen björnspinnare. Inga underarter finns listade i Catalogue of Life.